# Cocheras de locomotoras del Puerto de Huelva
Las cocheras de locomotoras del Puerto de Huelva son una infraestructura localizada en el municipio español de Huelva, en la comunidad autónoma de Andalucía. Originalmente fueron levantadas como cocheras-depósito para las locomotoras de vapor que operaban en la red ferroviaria del puerto de Huelva. Tras haber caído en desuso, a comienzos del siglo XXI el edificio fue rehabilitado para acoger exposiciones y espectáculos.

## Historia
Entre finales del siglo XIX y principios del siglo XX la ciudad acogía un importante tráfico de mercancías minerales procedentes de las minas de Riotinto. En aquella época llegaban hasta la ciudad tres líneas férreas: la Zafra-Huelva, la Sevilla-Huelva y el ferrocarril de Riotinto. El puerto de Huelva llegó a contar con una red de vías férreas de unos 20 kilómetros y con abundante material de tracción. El rápido crecimiento de la localidad y el aumento de la actividad portuaria forzaron la necesidad de construir instalaciones adecuadas. Hacia 1909 la Junta de Obras del Puerto encargó al arquitecto Francisco Montenegro la construcción de unas cocheras para la reparación de locomotoras. Exteriormente el edificio posee características modernistas que contrastan con su funcionalismo interior.
Décadas después el edificio cayó en desuso hasta que a principios del siglo XXI la dirección del Puerto de Huelva encargó su rehabilitación. En la actualidad sirve como Centro de Recepción y Documentación de la Autoridad Portuaria de Huelva y como espacio para exposiciones y espectáculos. Este centro multifuncional, que fue inaugurado en octubre de 2011, dispone de un espacio de 730 metros cuadrados —dotado de gradas movibles con 256 butacas— y está adaptado para personas con dificultades de audición. La adaptación de Las Cocheras fue fruto del convenio firmado por la Consejería de Cultura de la Junta de Andalucía y la Autoridad Portuaria. Incluyó la dotación de gradas, un reforzamiento de la cimentación, la insonorización del techo, la instalación de equipos de climatización, iluminación y sonido. El presupuesto de las obras superó los 3,3 millones de euros, de los que la Consejería de Cultura fue aportado 450.000 euros y el resto correspondió a la Autoridad Portuaria.